# Jeffrey Currey
Jeffrey A. Currey là một chính khách người Mỹ đến từ East Hartford, Connecticut. Là một đảng viên Dân chủ, ông là thành viên của Hạ viện Connecticut từ năm 2015, đại diện cho quận 11 của bang ở East Hartford, Manchester và South Windsor.

## Tuổi thơ
Currey là cư dân trọn đời của East Hartford. Ông là con trai của Melody Currey, cựu thị trưởng của East Hartford và đại diện bang.
Ông theo học tại các trường công lập East Hartford và nhận bằng B.A. trong nhà hát từ Wagner College ở thành phố New York.

## Đời tư
Currey là người đồng tính công khai. Tính đến năm 2018, ông là một trong hai thành viên LGBT công khai của Đại hội đồng Connecticut, cùng với Thượng nghị sĩ Beth Bye (D–West Hartford).